# Национальный совет обороны (Бразилия)
Национальный совет обороны (порт. Conselho de Defesa Nacional) — консультативный орган президента Бразилии по вопросам национальной безопасности, внешней политики и оборонной стратегии. Создан 29 ноября 1927 года президентом Вашингтоном Луисом.
В состав входят ключевые министры и военачальники под председательством президента Бразилии.

## История
Национальный совет обороны был создан Указом № 17999 от 29 ноября 1927, и организован согласно Постановлению № 23873 от 15 февраля 1934. Совет действовал под председательством президента и состоял из нескольких министров, начальника штаба армии, начальника штаба военно-морского флота и в военное время включал ещё ряд генералов и адмиралов. В качестве дополнительных органов в совет входили Национальная комиссия по оборонным исследованиям, Генеральный секретариат национальной обороны, а также в каждом федеральном министерстве Бразилии у совета были собственные подразделения.
Роль Национального совета обороны была подтверждена с принятием Конституции Бразилии 1934 года. В части Конституции, посвященной национальной безопасности (статья 162), Национальный совет обороны был переименован в Совет национальной безопасности. В сентябре 1980 года указом президента был утверждён внутреннего регламент Совета.
Новая Конституция Бразилии 1988 года вновь переименовала Совет национальной безопасности в Национальный совет обороны.

## Функции
Национальный совет обороны отвечает за консультирование президента в случае объявления войны или заключения мира, введения осадного положения или иностранной интервенции, вырабатывает критерии и условия безопасности национальной территории и её эффективного использования, особенно в приграничных районах, а также курирует вопросы, связанные с сохранением и эксплуатацией всех видов природных ресурсов, ведёт изучение, мониторинг предложений и разработку мер, необходимых для обеспечения национальной независимости и защиты демократического государства.
Совет разрабатывает документы, определяющие концептуальные подходы к национальной безопасности. Заседания проводятся в соответствии с графиком, утверждённым президентом страны, в случае необходимости совет может проводить внеочередные заседания. Председатель совета (президент страны) определяет повестку дня заседания на основе рекомендаций Исполнительного секретаря Совета. Председатель председательствует на заседаниях Совета, в то время как исполнительный секретарь проводит рабочие встречи с членами Совета на регулярной основе.

## Структура и персональный состав
Национальный совет обороны по состоянию на 2017 год имел следующий состав:
| Структура Национального совета обороны | Структура Национального совета обороны |
| -------------------------------------- | --- |
| Председатель                           | Мишел Темер (Президент Бразилии) |
| Исполнительный секретарь               | Генерал Серджио Эчегойен (Руководитель Кабинета институциональной безопасности) |
| Члены совета по должности              | Вакансия (Вице-президент Бразилии) Родриго Майя (Спикер Палаты представителей) Ренан Кальхейрос (Спикер Сената) Рауль Хунгман (Министр обороны) Алехандро де Мораэс (Министр юстиции) Жозе Серра (Министр иностранных дел) Диого Энрике де Оливейра (Министр планирования и бюджета) |
| Военные советники                      | Адмирал Адемир Сорбиньо (Начальник штаба ВС Бразилии) Адмирал Эдуардо Баселлар Леаль Феррейра (Командующий ВМФ) Генерал Эдуардо Диаш да Коста Виллас Боаш (Командующий сухопутными войсками) Бригадир Нивальдо Луиш Россато (Командующий ВВС)                                        |
| Другие                                 | Президент страны может назначать дополнительных членов Совета по своему усмотрению. |